# Hanna (Alberta)

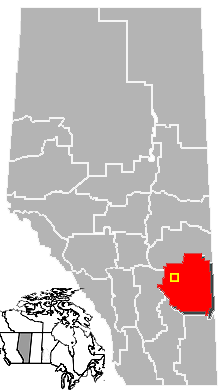
Localização de Hanna em Alberta.

Hanna é um município canadense localizado no centro-leste da província de Alberta. Sua população estimada é de cerca de 3.000 habitantes.